# 大森寛
大森 寛（おおもり かん、1907年〈明治40年〉8月14日 - 2002年〈平成14年〉6月18日）は、日本の内務官僚、陸上自衛官。第5代陸上幕僚長。位階勲等は従三位勲二等。旧姓・石岡。

## 経歴
岡山県出身。第一高等学校を経て1930年（昭和5年）3月、東京帝国大学法学部卒業。同年内務省に入省する。1942年（昭和17年）1月、内務省事務官、大臣官房。1943年（昭和18年）6月、海軍司政官、南西方面海軍民政府総務局警務課長。1944年（昭和19年）3月、内務省書記官。同年4月15日、千葉県警察部長。
1950年（昭和25年）12月、警察予備隊に警察監補（陸将補）として入隊。同年12月29日、第3管区総監に就任（現・第3師団長）。その後、第1管区総監（現・第1師団長）、陸上幕僚副長、東部方面総監を経て、1962年（昭和37年）3月に第5代陸上幕僚長に就任した。大森の陸幕長就任については、ほかに陸士・陸大出身の陸幕長候補がいたが、当時の防衛庁長官が大森と東大、内務省同期の藤枝泉介だったこともあり、大森が陸幕長に指名されたとされる。
3年間、陸幕長の職にあり、東京オリンピックの支援を成功させ、1965年（昭和40年）1月に退官した。
引き続き防衛庁教官に任命され、防衛大学校長に就任。自衛隊時代から部下に対する厳しさは抜群であり、防大校長になってからも変わらずで不評な面もあったが、校長として5年間の在職期間中に、施設整備等に尽力した。部下を使い、また自らも内局等に出向いて予算を取得し、道路、教室、図書館、海上訓練施設などを整備した。図書館は校長就任後の3年目に増築し蔵書数を倍増させ、学生食堂にも暖房設備を整備する等、生活環境の改善に努めた。1970年（昭和45年）7月に退職。

## 年譜
- 1929年（昭和04年）10月：文官高等試験行政科試験合格[1]。
- 1930年（昭和05年）3月：東京帝国大学法学部卒業、内務省入省
- 1941年（昭和16年）8月：警視庁警視
- 1942年（昭和17年）1月：内務省事務官、大臣官房
- 1943年（昭和18年）6月：海軍司政官、南西方面海軍民政府総務局警務課長
- 1944年（昭和19年）
  - 3月：内務省書記官
  - 4月15日：千葉県警察部長
- 1950年（昭和25年）
  - 12月1日：警察監補に任命[5]
  - 12月29日：第3管区総監に就任
- 1951年（昭和26年）2月16日：警察監に任命
- 1954年（昭和29年）7月1日：第1管区総監に就任
- 1957年（昭和32年）8月2日：陸上幕僚副長に就任
- 1960年（昭和35年）3月11日：東部方面総監に就任
- 1962年（昭和37年）3月12日：第5代 陸上幕僚長に就任
- 1965年（昭和40年）1月16日：退官。引き続き防衛庁教官に任命され、防衛大学校長に就任[6]
- 1970年（昭和45年）7月1日：退職[7]
- 1977年（昭和52年）11月3日：勲二等旭日重光章受章[8]
- 2002年（平成14年）6月18日：逝去（享年94）、叙・従三位[9]

## 親族
息子に大森義夫（内閣情報調査室長）、大森敬治（防衛施設庁長官、内閣官房副長官補、駐オマーン大使）。

## 栄典
- 勲二等旭日重光章、1977年（昭和52年）11月3日